# Świła 1
Świła 1 (biał. Свіла 1; ros. Свила 1) – wieś na Białorusi, w obwodzie witebskim, w rejonie głębockim, w sielsowiecie Podświle.

## Historia
W czasach zaborów wieś w gminie Plissa, w powiecie dzisieńskim, w guberni wileńskiej Imperium Rosyjskiego. Pod koniec XIX wieku należała do dóbr skarbowych Pieredoły.
W latach 1921–1945 wieś leżała w Polsce, w województwie wileńskim, w powiecie dziśnieńskim w gminie Plisa.
Według Powszechnego Spisu Ludności z 1921 roku zamieszkiwały tu 204 osoby, 203 było wyznania prawosławnego a 1 ewangelickiego. Jednocześnie 203 mieszkańców zadeklarowało białoruską a 1 inną przynależność narodową. Było tu 37 budynków mieszkalnych. W 1931 w 38 domach zamieszkiwało 208 osób.
Wierni należeli do parafii rzymskokatolickiej w Bobrowszczyźnie i miejscowej prawosławnej. Miejscowość podlegała pod Sąd Grodzki w Głębokiem i Okręgowy w Wilnie; właściwy urząd pocztowy mieścił się w Podświlu.
W wyniku napaści ZSRR na Polskę we wrześniu 1939 miejscowość znalazła się pod okupacją sowiecką. 2 listopada została włączona do Białoruskiej SRR. Od czerwca 1941 roku pod okupacją niemiecką. W 1944 miejscowość została ponownie zajęta przez wojska sowieckie i włączona do Białoruskiej SRR.
Od 1991 w składzie niepodległej Białorusi.